# Tjøtta-ætten
Tjøtta-ætten fue una antigua dinastía noruega, un clan nórdico en Alstahaug, Nordland cuyo máximo esplendor lo obtuvo en la Era vikinga. Su origen se remonta a la figura de Eyvind Lambi y su hijo Finn skjalge, que heredó las propiedades de su madre Ingebjörg Håkonsdatter, hija del jarl de Lade, Håkon Grjotgardsson. Finn casó con Gunnhild, una nieta de Harald I de Noruega, y fruto de esa relación nació Eyvindr Finnsson que fue padre de Hårek av Tjøtta, responsable de ampliar las propiedades y aumentar considerablemente la riqueza familiar. Su hijo Einar fluga Hareksson (n. 1020) heredó los bienes, pero hacia finales de 1200 el patrimonio pasó a otro clan, los Bjarkøyætta.